# Michael Kindsgrab
Michael Kindsgrab (* 27. April 1964 in Bielefeld) ist ein deutscher Diplomat. Seit 2023 ist er Botschafter der Bundesrepublik Deutschland in Saudi-Arabien. Von 2016 bis 2019 war er Botschafter der Bundesrepublik Deutschland in Aserbaidschan.

## Leben
Kindsgrab begann nach dem Abitur 1983 zunächst eine Ausbildung im gehobenen Auswärtigen Dienst am Fachbereich Auswärtige Angelegenheiten der Fachhochschule für Öffentliche Verwaltung, die er 1986 als Diplom-Verwaltungswirt abschloss. Danach war er zunächst im Auswärtigen Amt in Bonn tätig sowie anschließend zwischen 1987 und 1990 in der Wirtschaftsabteilung der Botschaft in der Jemenitischen Arabischen Republik, ehe er zwischen 1990 und 1992 Mitarbeiter der Rechts- und Konsularabteilung der Botschaft in Polen war. Neben seiner beruflichen Tätigkeit absolvierte er von 1986 bis 1992 ein Studium der Wirtschaftswissenschaften sowie im Anschluss zwischen 1992 und 1993 einen verkürzten Vorbereitungsdienst für den höheren Auswärtigen Dienst.
Nach dessen Abschluss war Kindsgrab von 1993 bis 1995 im Auswärtige Amt in Berlin Referent in der Politischen Abteilung sowie daraufhin zwischen 1995 und 1998 Mitarbeiter der Politischen Abteilung der Ständigen Vertretung bei den Vereinten Nationen (UN) in New York City. Nachdem er von 1998 bis 2001 Ständiger Vertreter des Botschafters in Georgien war, fand er zwischen 2001 und 2005 Verwendung im Leitungsstab des Auswärtigen Amtes. Danach war er von 2005 bis 2009 Leiter einer Arbeitseinheit in der Europaabteilung des Auswärtigen Amtes sowie zwischen 2009 und 2012 Leiter des Referats für Wirtschaft an der Botschaft in Russland, ehe er von 2012 bis 2016 im Auswärtigen Amt Leiter des Referats 109 (Haushalt und Finanzen) sowie Beauftragter für den Haushalt war.
Im August 2016 löste Kindsgrab Heidrun Tempel als Botschafter der Bundesrepublik Deutschland in Aserbaidschan ab. Dieses Amt hatte er bis August 2019 inne. Von 2019 bis 2023 war er Beauftragter für Infrastruktur und Sicherheit im Auswärtigen Amt. Seit 2023 ist er Botschafter der Bundesrepublik Deutschland in Saudi-Arabien.
Kindsgrab ist verheiratet und Vater von drei Kindern.